# بخش مرکزی شهرستان چالوس
بخش مرکزی شهرستان چالوس یکی از بخش‌های شهرستان چالوس در استان مازندران در شمال ایران است.

## تقسیمات کشوری
- بخش مرکزی شهرستان چالوس
  - دهستان کلارستاق شرقی
  - دهستان کلارستاق غربی

شهرها: چالوس، هچیرود،

## جمعیت
بنابر سرشماری مرکز آمار ایران، جمعیت بخش مرکزی شهرستان چالوس در سال ۱۳۸۵ برابر با ۸۴۲۴۹ نفر بوده است.